# NGC 2214
NGC 2214 est un amas ouvert situé dans la constellation de la Dorade. Cet amas est situé dans le Grand Nuage de Magellan,. Il a été découvert par l'astronome écossais James Dunlop en 1826. 